# Elise Rosalie Aun
Elise Rosalie Aun pseudonim Eesti neiu Setu maalt (ur. 15 czerwca 1863 w Pikäreinu, zm. 2 czerwca 1932 w Tallinnie) – estońska poetka, pisarka i tłumaczka, jedna z najwybitniejszych pisarek estońskich końca XIX w. Jej wiersze reprezentują estońską poezję postromantyczną.    

## Życiorys
Elise Rosalie Aun urodziła się w Pikäreinu w parafii Valgjärve w okręgu Võru. Dzieciństwo spędziła w małym dworku Ulitina wynajętym przez rodziców w Setomaa. Z powodu braku szkół w okolicy, początkowo otrzymywała domowe kształcenie. W 1882 r. ukończyła szkołę parafialną dla dziewcząt w wiosce Lokuta w pobliżu Võõpsu. W latach 90. XIX wieku podejmowała różne prace, często przeprowadzając się. Przez pewien mieszkała w domu brata we wsi Võtikvere, a następnie w Rydze, Kronsztadzie, Valdze i Parnawie. Pracowała w redakcji czasopisma Linda w Viljandi. W 1902 r. została kierownikiem punktu sprzedaży w Agencji Chrześcijańskiej Literatury Popularnej w Tallinie. W 1903 r. wyszła za mąż za Friedricha Raupa. Po ślubie mieszkała w Simbirsku i Valdze, gdzie zatrudniony był jej mąż. W 1911 r. wróciła do Tallina, gdzie zmarła w 1932 r.
Jej córką chrzestną była pisarka Elisabeth Aspe, z którą prowadziłą korespondencję. 

## Twórczość
Elise Rosalie Aun jest jedną z najważniejszych autorek estońskiej literatury z końca XIX w. Pierwsze wiersze Aun pojawiły się w prasie w 1885 r. pod pseudonimem „estońska dziewczyna z ziemi Seto” (Eesti neiu Setu maalt). W latach 1880–1890 około 200 jej wierszy opublikowano w różnych gazetach i czasopismach. Jej pierwszy tom poezji Kibuvitsa õied ukazał się w 1888 r., wkrótce potem Laane Linnuke i Metsalilled. W 1895 r. ukazał się tom Kibuvitsa õied II i Kibuvitsa õied III w 1901 r. Tematyka poezji Aun jest charakterystyczna dla estońskiego postromantalizmu, obejmuje naturę, dom rodzinny, miłość i inne osobiste uczucia, wszelkiego rodzaju przemyślenia i sceny z życia, a także tematy religijne. Po ślubie zaprzestała praktycznie pisać wiersze. Od 2015 r. przyznawana jest w Estonii nagroda literacka imienia Elise Rosalie Aun.

## Wybrane dzieła

### Poezja
- Kibuvitsa õied, 1888
- Kibuvitsa õied II, 1895
- Kibuvitsa õied III, 1901
- Laane linnuke, 1889
- Metsalilled, 1890

### Proza
- Tosin jutukesi, 1898

### Tłumaczenia
- Georg Ebers, Homo sum, 1903